# Helcostizus subrectus
Helcostizus subrectus là một loài tò vò trong họ Ichneumonidae.